# 신도고등학교 (부산)
신도고등학교(新都高等學校)는 대한민국 부산광역시 해운대구 좌동에 있는 공립 고등학교이다.

## 학교 연혁
- 1997년 6월 21일 : 부지 15,500m2(4,697평) 결정, 공사착공
- 1997년 12월 24일 : 24학급 설립인가
- 1998년 2월 7일 : 신입생 318명 배정 (남 4반, 여 4반 계 8학급)
- 1998년 3월 1일 : 초대 허정 교장 취임
- 1998년 3월 5일 : 개교 및 1998학년도 입학식 (318명)
- 1998년 8월 6일 : 학교 건물 준공 (9.792m2)
- 2001년 2월 14일 : 제1회 졸업식 (졸업생 330명)
- 2001년 10월 30일 ~ 2002년 4월 16일 : 신관 건물 준공 (1,375m2)
- 2001년 12월 20일 : 교기 펜싱부 창단
- 2004년 3월 1일 : 2학급 증설인가 총 31학급 (특수학급1 포함)
- 2007년 3월 1일 : 교실수업개선(논술) 연구학교 운영 (~08.02.28)
- 2023년 2월 28일 : 고교학점제 학교공간 조성사업 완료
- 2024년 2월 8일 : 제24회 졸업식(196명, 누계 8,321명)
- 2024년 3월 4일 : 제27회 입학식(10학급 276명)
- 2024년 9월 1일 : 제12대 서유덕 교장 취임

## 참고 자료
- 신도고등학교 - 한국교육학술정보원 학교알리미